# Petr Stejskal
Petr Stejskal (* 5. dubna 1963) je bývalý český fotbalový záložník.

## Fotbalová kariéra
V československé lize nastoupil za Sigmu Olomouc ve 2 utkáních.

## Ligová bilance
| Ročník                                   | Zápasy | Góly | Minuty | Klub             |
| ---------------------------------------- | ------ | ---- | ------ | ---------------- |
| 1. československá fotbalová liga 1984/85 | 1      | 0    | 16     | SK Sigma Olomouc |
| 1. československá fotbalová liga 1985/86 | 1      | 0    | 45     | SK Sigma Olomouc |
| CELKEM                                   | 2      | 0    | 61     |                  |